# Søren Christian Sommerfelt (botaniker)
Søren Christian Sommerfelt, född 9 april 1794 på gården Sukkestad i Toten (nuvarande Østre Totens kommun), död 23 december 1838, var en norsk präst och botaniker. Han var farfars far till diplomaten Søren Christian Sommerfelt. Auktorsnamnet Sommerf. kan användas för Søren Christian Sommerfelt (botaniker) i samband med ett vetenskapligt namn inom botaniken; se Wikipediaartiklar som länkar till auktorsnamnet.
Sommerfeldt blev 1811 student vid Köpenhamns universitet, 1818 präst i Saltdalen, 1824 i Asker och 1827 i Ringebu. Av hans skrifter kan nämnas Physisk-œconomisk beskrivelse over Saltdalen i Nordlandene (i Videnskabsselskabets skrifter, Trondheim 1824-27) och särskilt Supplementum floræ Lapponicæ (1826), som förträffligt kompletterar Göran Wahlenbergs "Flora lapponica" (1812). Botaniska skrifter av Sommerfeldt finns i "Nyt magazin for naturvidenskaber" och Vetenskapsakademiens Handlingar. Han utgav även ett exsickatverk, Centuria I et II plantarum cryptogamarum Norvegiæ exsiccatarum (1826, 1830). Han var ledamot av Videnskabsselskabet i Trondheim (1822), svenska Vetenskapsakademien (1829) och Fysiografiska sällskapet i Lund.